# Обжицко
Обжицко (пољ. Obrzycko) град је у Пољској у Војводству великопољском. По подацима из 2012. године број становника у месту је био 2359.

## Становништво
| 2012. |
| ----- |
| 2.359 |